# Regierung Schlüter I
Die Regierung Schlüter I (dänisch regeringen Poul Schlüter I) unter Ministerpräsident Poul Schlüter war die dänische Regierung vom 10. September 1982 bis zum 10. September 1987.
Die Regierung war das 61. Kabinett seit der Märzrevolution und bestand aus der Venstre, der konservativen Volkspartei, der christlichen Volkspartei und den Zentrumsdemokraten. Am 12. März 1986 erfolgte eine größere Kabinettsumbildung.

## Kabinettsliste
Die Parteien werden mit ihrer Wahllistenbezeichnung abgekürzt: Venstre = V; Det Konservative Folkeparti = C; Kristeligt Folkeparti = Q; Centrum-Demokraterne = D
| Ressort                             | Name                   | Partei | Lebensdaten | Amtsperiode                             |
| ----------------------------------- | ---------------------- | ------ | ----------- | --------------------------------------- |
| Ministerpräsident                   | Poul Schlüter          | C      | * 1929      |                                         |
| Äußeres                             | Uffe Ellemann-Jensen   | V      | * 1941      |                                         |
| Finanzen                            | Henning Christophersen | V      | 1939–2016   | bis zum 23. Juli 1984                   |
| Finanzen                            | Palle Simonsen         | C      | 1933–2014   | ab dem 23. Juli 1984                    |
| Verteidigung                        | Hans Engell            | C      | * 1948      |                                         |
| Inneres                             | Britta Schall Holberg  | V      | * 1941      | bis zum 12. März 1986                   |
| Inneres                             | Knud Enggaard          | V      | * 1929      | ab dem 12. März 1986                    |
| Justiz                              | Erik Ninn-Hansen       | C      | 1922–2014   |                                         |
| Wirtschaft                          | Anders Andersen        | V      | 1912–2006   |                                         |
| Umwelt und Nordische Zusammenarbeit | Christian Christensen  | Q      | 1925–1988   |                                         |
| öffentliche Anliegen                | Arne Melchior          | D      | 1924–2016   | bis zum 14. August 1986                 |
| öffentliche Anliegen                | Frode Nør Christensen  | D      | * 1984      | ab dem 14. August 1986                  |
| Soziales                            | Palle Simonsen         | C      | 1933–2014   | bis zum 23. Juli 1984                   |
| Soziales                            | Elsebeth Kock-Petersen | V      | * 1949      | vom 23. Juli 1984 bis zum 12. März 1986 |
| Soziales                            | Mimi Jakobsen          | D      | * 1948      | ab dem 12. März 1986                    |
| Energie                             | Knud Enggaard          | V      | * 1929      | bis zum 12. März 1986                   |
| Energie                             | Svend Erik Hovmand     | V      | * 1945      | ab dem 12. März 1986                    |
| Arbeit                              | Grethe Fenger Møller   | C      | * 1941      | bis zum 12. März 1986                   |
| Arbeit                              | Henning Dyremose       | C      | * 1945      | ab dem 12. März 1986                    |
| Fischerei                           | Henning Grove          | C      | 1932–2014   | bis zum 12. März 1986                   |
| Fischerei                           | Lars P. Gammelgaard    | C      | 1945–1994   | ab dem 12. März 1986                    |
| Wohnungen                           | Niels Bollmann         | D      | 1939–1989   | ab dem 12. März 1986                    |
| Wohnungen                           | Thor Pedersen          | V      | * 1945      | ab dem 12. März 1986                    |
| Landwirtschaft                      | Niels Anker Kofoed     | V      | 1929–2018   | ab dem 12. März 1986                    |
| Landwirtschaft                      | Britta Schall Holberg  | V      | * 1941      | ab dem 12. März 1986                    |
| Kirche                              | Elsebeth Kock-Petersen | V      | * 1949      | bis zum 23. Juli 1984                   |
| Kirche                              | Mette Madsen           | V      | 1924–2015   | ab dem 23. Juli 1984                    |
| Grönland                            | Tom Høyem              | D      | * 1941      | bis zum 1. September 1987               |
| Grönland                            | Mimi Jakobsen          | D      | * 1948      | ab dem 1. September 1987                |
| Kulturelle Anliegen                 | Mimi Jakobsen          | D      | * 1948      | bis zum 12. März 1986                   |
| Kulturelle Anliegen                 | Hans Peter Clausen     | C      | 1928–1998   | ab dem 12. März 1986                    |
| Bildung                             | Bertel Haarder         | V      | * 1944      |                                         |
| Steuern und Abgaben                 | Isi Foighel            | C      | 1927–2007   |                                         |
| Industrie                           | Ib Stetter             | C      | 1917–1997   | bis zum 12. März 1986                   |
| Industrie                           | Nils Wilhjelm          | C      | 1936–2018   | ab dem 12. März 1986                    |